# Forcipomyia
Forcipomyia is een geslacht van stekende muggen uit de familie van de knutten (Ceratopogonidae).

## Soorten
- F. acidicola (Tokunaga, 1937)
- F. acinacis Wirth & Spinelli, 1993
- F. alacris (Winnertz, 1852)
- F. albostyla Remm, 1979
- F. altaica Remm, 1972
- F. allocera Rieth, 1915
- F. aquatica Kieffer, 1922
- F. aristolochiae (Rondani, 1860)
- F. armandi Harant Huttel & Huttel, 1952
- F. armendarizi Sahuquillo & Gil Collado, 1982
- F. aurea Malloch, 1915
- F. basifemoralis Wirth & Spinelli, 1992
- F. baueri Wirth, 1956
- F. beckae Wirth, 1976
- F. biannulata Ingram & Macfie, 1924
- F. bipunctata (Linnaeus, 1767)
- F. bipunctatopropinqua Chan & LeRoux, 1971
- F. biskraensis Kieffer, 1923
- F. bitensis Kieffer, 1924
- F. blantoni Soria & Bystrak, 1975
- F. blascoi Delecolle & Rieb, 1993
- F. borealis Remm, 1966
- F. braueri (Wasmann, 1893)
- F. brevipedicillata (Kieffer, 1901)
- F. brevipennis (Macquart, 1826)
- F. bureschi (Zilahi-Sebess, 1934)
- F. bystraki Grogan & Wirth, 1975
- F. calcaratus (Coquillett, 1905)
- F. canadensis Bystrak & Wirth, 1978
- F. cattleyarum Harant & Galan, 1942
- F. ciliata (Winnertz, 1852)
- F. ciliatus (Winnertz, 1852)
- F. cilipes (Coquillett, 1900)
- F. cinctipes (Coquillett, 1905)
- F. cochisei Wirth & Spinelli, 1993
- F. colemani Wirth, 1952
- F. concolor Malloch, 1915
- F. corticis Kieffer, 1911
- F. costata (Zetterstedt, 1838)
- F. crassipes (Winnertz, 1852)
- F. crinita Saunders, 1964
- F. chaetoptera Remm, 1962
- F. christiansoni Wirth & Hubert, 1960
- F. dacica Damian-Georgescu, 1972
- F. danica Kieffer, 1915
- F. desertensis Wirth & Hubert, 1960
- F. dichromata Remm, 1968
- F. dowi Bystrak & Wirth, 1978
- F. dubiamima Wirth & Spinelli, 1993
- F. eadsi Wirth & Spinelli, 1993
- F. edmistoni Wirth & Spinelli, 1993
- F. elegantula Malloch, 1915
- F. eques (Johannsen, 1908)
- F. euzierei Harant & Galan, 1943
- F. fairfaxensis Wirth, 1951
- F. fidelis Krivosheina, 1968
- F. fimbriatus (Coquillett, 1901)
- F. floridensis Dow & Wirth, 1972
- F. formicaria (Kieffer, 1908)
- F. frutetorum (Winnertz, 1852)
- F. fuliginosa (Meigen, 1818)
- F. fuliginosus (Meigen, 1818)
- F. fuscicalcarata Bystrak & Wirth, 1978
- F. fusicornis (Coquillett, 1905)
- F. genualis (Loew, 1866)
- F. glauca Macfie, 1934
- F. goniognatha Wirth & Messersmith, 1971
- F. gravesi Wirth & Spinelli, 1992
- F. guilleaumei Goetghebuer, 1935
- F. haranti (Huttel & Huttel, 1952)
- F. hirtipennis (Malloch, 1915)
- F. hirtula (Zetterstedt, 1838)
- F. hurdi Wirth, 1952
- F. hutteli Arnold & Jarry, 1956
- F. hygrophila Kieffer, 1924
- F. indecora Kieffer, 1914
- F. johannseni Thomsen, 1935
- F. kaltenbachi (Winnertz, 1852)
- F. knockensis Goetghebuer, 1938
- F. lepida (Winnertz, 1852)
- F. leptognatha Wirth & Messersmith, 1971
- F. litoraurea (Ingram & Macfie, 1924)
- F. longisetosa Krivosheina & Remm, 1973

- F. longitarsis (Malloch, 1915)
- F. lugubris (Zetterstedt, 1855)
- F. luteigenua Wirth & Spinelli, 1992
- F. macswaini Wirth, 1952
- F. madeira Clastrier, 1991
- F. mcateei Wirth, 1956
- F. mexicana Wirth, 1956
- F. monilicornis (Coquillett, 1905)
- F. mortuifolii Saunders, 1959
- F. murina (Winnertz, 1852)
- F. murinus (Winnertz, 1852)
- F. myrmecophila (Egger, 1863)
- F. navaiae Bystrak & Wirth, 1978
- F. nigra (Winnertz, 1852)
- F. nigrans Remm, 1962
- F. nitens (Santos Abreu, 1918)
- F. nodosa Saunders, 1959
- F. obscurus (Walker, 1848)
- F. paludis (Macfie, 1936) – Libellenbijtmug
- F. palustris (Meigen, 1804)
- F. pallida (Winnertz, 1852)
- F. pallidipes Santos Abreu, 1918
- F. pallidus (Winnertz, 1852)
- F. papilionivora Edwards, 1923
- F. parvus (Walker, 1848)
- F. pechumani Bystrak & Wirth, 1978
- F. pergandei (Coquillett, 1901)
- F. phlebotomoides Bangerter, 1933
- F. piceus (Winnertz, 1852)
- F. pictoni Macfie, 1938
- F. pilosus (Coquillett, 1902)
- F. pinicola Bystrak & Messersmith, 1980
- F. pluvialis Malloch, 1923
- F. pricei Wirth & Spinelli, 1993
- F. pseudonigra Delecolle & Schiegg, 1999
- F. psilonota (Kieffer, 1911)
- F. puhtuensis Remm, 1979
- F. pulcherrima Santos Abreu, 1918
- F. pulchrithorax Edwards, 1924
- F. punctatipennis Kieffer, 1924
- F. quadiingrami Macfie, 1939
- F. quatei Wirth, 1952
- F. radicicola Edwards, 1924
- F. regula (Winnertz, 1852)
- F. resinicola (Kieffer, 1901)
- F. rugosa Chan & LeRoux, 1970
- F. sahariensis Kieffer, 1923
- F. saltans (Winnertz, 1852)
- F. sanguinolenta Kieffer, 1925
- F. scapularis Goetghebuer, 1933
- F. seminole Wirth, 1976
- F. semirustica Remm, 1968
- F. sibirica (Buyanova, 1962)
- F. sihlwaldensis Delecolle & Schiegg, 1999
- F. solonensis Wirth, 1951
- F. sonora Wirth, 1952
- F. sphagnophila Kieffer, 1925
- F. squamigera Kieffer, 1916
- F. squamipes (Coquillett, 1902)
- F. stenammatis (Long, 1902)
- F. suberis Clastrier, 1956
- F. swezeyana Tokunaga & Murachi, 1959
- F. tenuichela Dow & Wirth, 1972
- F. tenuiforceps Macfie, 1939
- F. tenuis (Winnertz, 1852)
- F. texanus (Long, 1902)
- F. tibialis Remm, 1961
- F. tinia Krivosheina, 1968
- F. titillans (Winnertz, 1852)
- F. tonnoiri (Goetghebuer, 1920)
- F. townesi Wirth, 1952
- F. trilineata Goetghebuer, 1934
- F. unica Bystrak & Wirth, 1978
- F. urbana Goetghebuer, 1937
- F. usingeri Wirth & Spinelli, 1993
- F. varipennis Wirth & Williams, 1957
- F. velox (Winnertz, 1852)
- F. venetiana (Kieffer, 1919)
- F. veroensis Wirth & Messersmith, 1971
- F. weemsi Wirth & Spinelli, 1992
- F. wheeleri (Long, 1902)
- F. wirthi Saunders, 1956